# Kuurne-Bruxelles-Kuurne 2007
La Kuurne-Bruxelles-Kuurne 2007, sessantunesima edizione della corsa, valida come prova dell'UCI Europe Tour 2007, fu disputata il 4 marzo 2007 per un percorso di 193 km. Fu vinta dal belga Tom Boonen, al traguardo in 4h29'50" alla media di 42,915 km/h.
Dei 192 ciclisti alla partenza di Kuurne furono 123 a portare a termine il percorso.

## Ordine d'arrivo (Top 10)
| Pos. | Corridore          | Squadra         | Tempo    |
| ---- | ------------------ | --------------- | -------- |
| 1    | Tom Boonen         | Quick Step      | 4h29'50" |
| 2    | Marcel Sieberg     | Milram          | s.t.     |
| 3    | Matthew Goss       | Ch. Jacques     | s.t.     |
| 4    | Sébastien Chavanel | F. des Jeux     | s.t.     |
| 5    | Gert Steegmans     | Quick Step      | s.t.     |
| 6    | Kenny van Hummel   | Skil-Shimano    | s.t.     |
| 7    | Tomas Vaitkus      | Discovery Ch.   | s.t.     |
| 8    | Frédéric Amorison  | Landbouwkrediet | s.t.     |
| 9    | Tyler Farrar       | Cofidis         | s.t.     |
| 10   | Geoffroy Lequatre  | Cofidis         | s.t.     |